# Tejami állomás
Tejami (Daeyami) állomás a szöuli metró 4-es vonalának állomása; Kunpho (Gunpo) városában található.

## Viszonylatok
| 4-es vonal                                    | 4-es vonal                | 4-es vonal                                  |
| --------------------------------------------- | ------------------------- | ------------------------------------------- |
| Szuriszan (Surisan) Tanggoge (Danggogae) felé | személy- és expresszvonat | Panvol (Banwol) Anszan (Ansan) és Oido felé |